# Kleine Kirche (Burgsteinfurt)

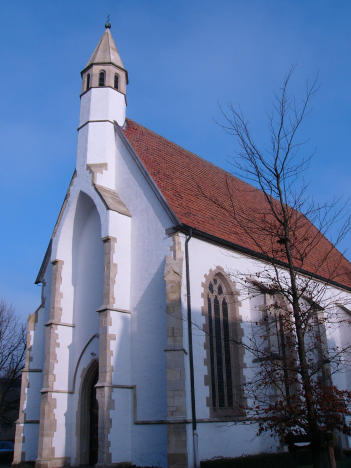
Die Kleine Kirche in Burgsteinfurt

Die Kleine Kirche in Burgsteinfurt ist die zweite Kirche der Evangelischen Kirchengemeinde Burgsteinfurt.

## Geschichte
Im 14. Jahrhundert gründeten sieben angesehene Steinfurter Bürger die Armenstiftung zum Heiligen Geist. Diese Stiftung baute kurz danach ein Armenhaus und eine Kapelle neben einem Burgmannshof, dem Wulfshof. Die Kapelle wurde dem in der Kommende Steinfurt residierenden Johanniterorden unterstellt. 1430 ließ die Stiftung das Gebäude abreißen und errichtete es beim angrenzenden Wulfshof neu. In der Urkunde heißt es, dass die besagte Kapelle an einem besser geeigneten und ehrwürdigeren Platz neu errichtet werden möge. Die aus Holz gebaute Kapelle wurde bald zu klein. Von 1471 bis 1477 wurde ein Neubau errichtet, wobei man die Fundamente der neuen Kirche um die alte herumlegte. In dem spätgotischen, einschiffigen Saalbau werden zwei Strebepfeiler am Giebel spitzbogig zusammengeführt. Sie tragen einen kleinen Achteckturm, der mit Sandsteinplatten gedeckt ist.
Das Gebäude brannte im Zweiten Weltkrieg nach einem Bombenangriff aus und wurde später restauriert. Damals baute man ein neues Kreuzrippengewölbe aus Schwemmstein mit Tuffstein-Rippen ein, das an den Außenwänden durch Strebepfeiler gestützt wird. Mit dem ersten Strebepfeiler an der Nordseite verbunden ist ein kleiner Turm, der die Treppe zum Glockenstuhl enthält. Hier hängt eine Glocke mit einem Durchmesser von 760 mm, die Alexius Petit im Jahr 1786 gegossen hatte.

## Orgel
Die Orgel wurde 1999 von dem Orgelbauer J.C. van Rossum erbaut. Das Schleifladen-Instrument hat 11 Register auf einem Manual und Pedal. Die Trakturen sind mechanisch.
| I Manual C–d3  |            |
| Principal      | 8′         |
| Hohlflöte      | 8′         |
| Octave         | 4′         |
| Gemshorn       | 4′         |
| Quintflöte     | 3′         |
| Octave         | 2′         |
| Sesquialter II | [ Anm. 2 ] |
| Mixtur IV-V    | [ Anm. 1 ] |
| Trompete       | 8′         |

| Pedal C–d1    |     |
| Bourdon       | 16′ |
| Bass-Trompete | 8′  |

- Koppeln: I/P

Anmerkungen
1. 1 2 3  Geteilt in Diskant und Bass
2. ↑  Diskant